# Distretto di Saray (Tekirdağ)
Il distretto di Saray è uno dei distretti della provincia di Tekirdağ, in Turchia.